# Leebitten

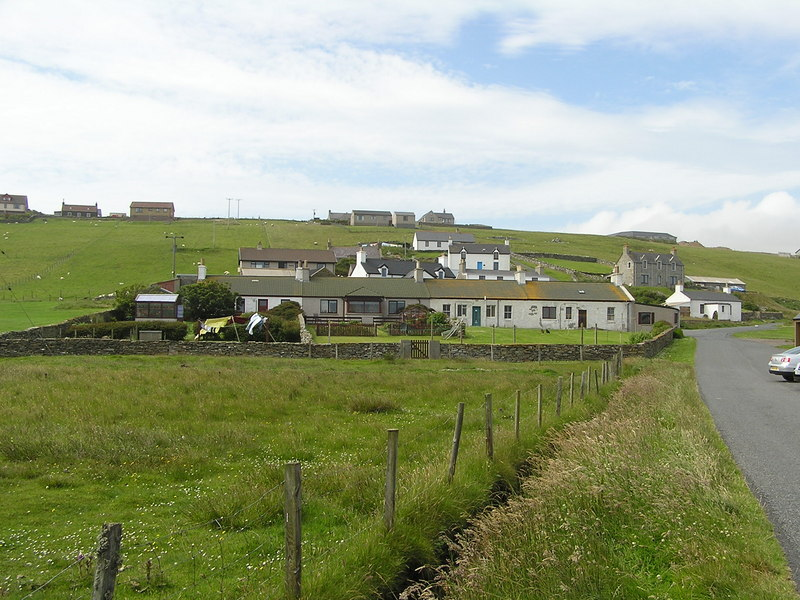
Häuser in Leebitten

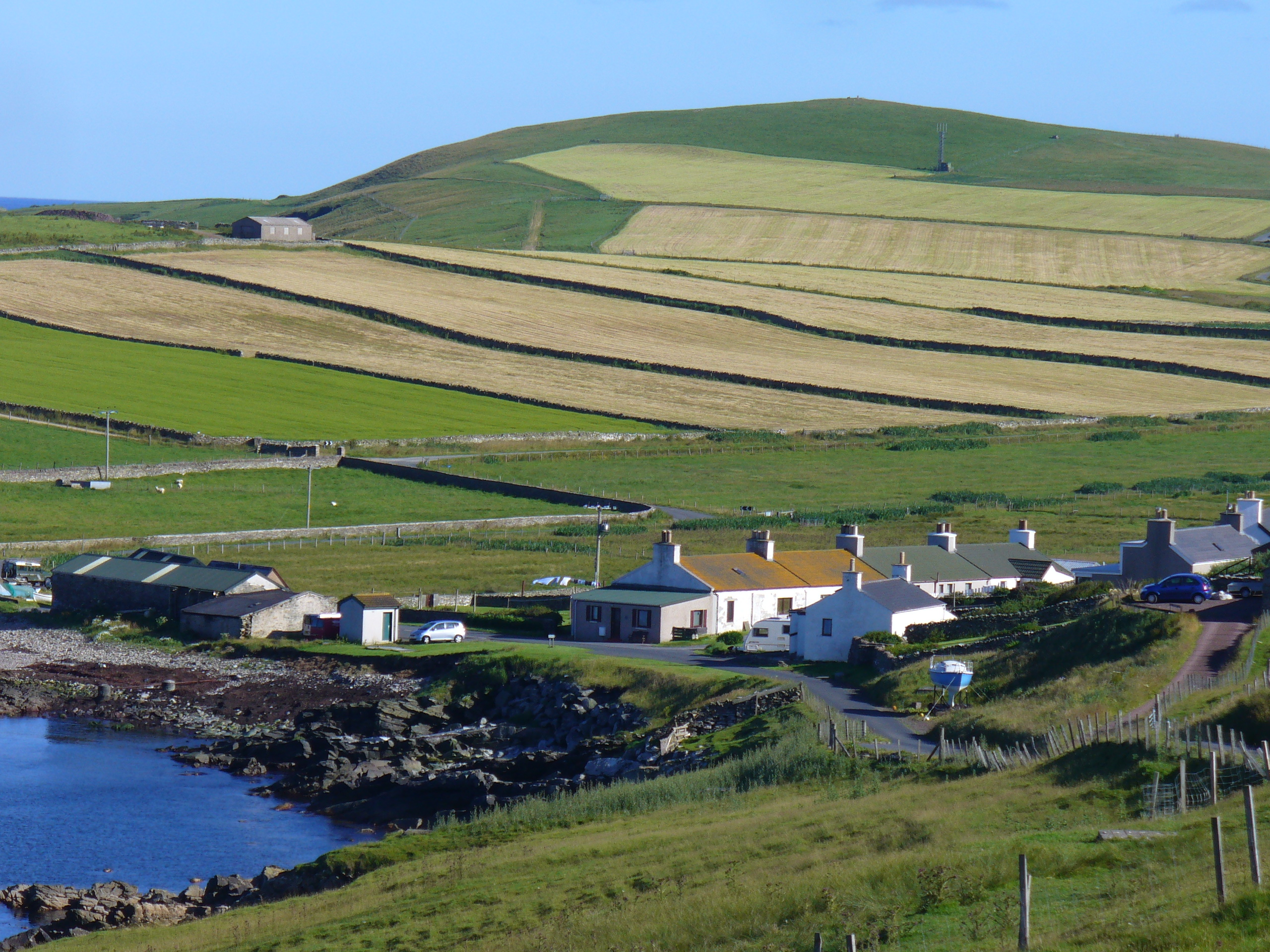
Unten an der Bucht

Leebitten (alternative Bezeichnung Leebotten) ist eine Ortschaft, die in Schottland im Süden der Shetlandinseln liegt.

## Geographie
Leebitten liegt an der östlichen Küste von Mainland, oberhalb der Bucht Wick of Sandsayre. Nach Lerwick sind es 16 Kilometer im Nordosten. In der Nähe liegen Sandwick im Süden sowie Cumlewick und Stove im Südwesten. Zur Insel Mousa im Osten verkehrt eine Fähre für Touristen.

## Historisches
Im Rahmen der historischen Gliederung Schottlands in Civil Parishes zählt Leebitten zu Dunrossness.